# Хеймдалль (Marvel Comics)
Хеймдалль или Хеймдалл (англ. Heimdall) — персонаж комиксов вселенной Marvel, основанный на одноимённом боге из скандинавской мифологии. Его авторы в Marvel — редактор Стэн Ли, сценарист Ларри Либер и художник Джек Кёрби, а первое появление приходится на комикс Journey into Mystery #85 (1962). Хеймдалль присутствует в шести фильмах кинематографической вселенной Marvel, в которых его сыграл Идрис Эльба.

## Избранные публикации
- Thor № 351, (1985) — боролся с Суртуром (англ. Surtur) у ворот Асгарда.
- Thor № 432, (1991) — стал хранителем Силы Одина (англ. Odinpower).
- Thor № 450, (1992) — потерял Силу Одина.
- Journey Into Mystery № 508 — № 513, 1997 — стал Дональдом Велезом (англ. Donald Velez); вместе с другими Утраченными Богами (англ. Lost Gods) сражался против Сета.
- Thor № 3, № 4, (2007) — вселился в тело смертного и вернул Тора к жизни, после чего согласился помочь ему отыскать души других Асгардцев[1].

## Биография
Хеймдалль является братом Сиф. Он — всевидящий и всеслышащий страж Асгарда, стоящий на соединяющем миры Радужном мосту, чтобы предупреждать о любых нападениях на Асгард. Является одним из наиболее надёжных служащих Одина.

## Силы и способности
Хеймдалль обладает всеми присущими асгардцам способностями (сверхчеловеческие сила, выносливость, скорость и ловкость, а также бессмертие), причём гораздо более выраженными (так же, как у Тора или Одина).
Какое-то время обладал Силой Одина, позволяющей использовать магическую энергию (например, для восстановления разрушенного Радужного моста).

## Альтернативные версии

### Marvel 2099
Впервые появился в комиксе Spider-Man 2099 #15 (январь 1994). В этой версии Хеймдалль является одним из Асов — фальшивых «Асгардских Богов», созданных Alchemax. Погиб в комиксе Punisher 2099 #13 (февраль 1994).

### Earth X
В альтернативной реальности Земли Икс (Earth-9997) Асгардцы были на самом деле инопланетянами, которыми манипулировали Целестиалы, полагая, что они были богами норвежских мифов. Когда ложь была раскрыта, «Хеймдалль» и другие асгардцы ненадолго возобновили свою чужеродную форму, но позже вернулись к своей асгардской форме.

### Guardians of the Galaxy
В XXXI веке (Земля-691) Хеймдалль по-прежнему жив и здоров. Он боролся против Звёздного ястреба (англ. Starhawk) и Алеты Огорд (англ. Aleta Ogord) на Радужном мосту.

### Thor: The Mighty Avenger
В Thor: The Mighty Avenger #6, Хеймдалль, как и его воплощение во вселенной Marvel, появляется как охранник радужного моста, со спортивной бородкой и носит рогатый шлем, который скрывает его глаза в тени. Хеймдалль приказал Одину оставить Тора, чтобы тот не смог вернуться в Асгард. Он также показан как тот, кто отделил Тора от его молота. Когда Хеймдалль угрожает отправить Джейн Фостер на какую-то далекую планету, где Тор не смог бы найти её, если он продолжит попытки проникнуть в Асгард, Тор прекращает свои попытки.

### Ultimate Marvel
Во вселенной Ultimate Marvel (в выпусках Ultimate Comics: Thor #2 и #3) был убит выстрелом Локи, когда тот маскировался под Барона Земо.

### Marvel 1602
Во вселенной Земли-311 (Earth-311) Хеймдалль появился лишь однажды, в сюжете «Further Entertainments» комикса 1602 Witch Hunter Angela #2 (сентябрь 2015), выпущенного в рамках кроссовера «Secret Wars». В данной реальности Хеймдалль упоминается в рассказе Серы (Serah Anchorton) как астроном, во время «отъезда» Лорда Одина осуждённый и приговорённый к смертной казни вместе со своей возлюбленной Сири из-за юридической ошибки священника.

## Появления вне комиксов

### Телевидение
- В первом сезоне мультсериала «Супергеройский отряд» появился в 20-й серии под названием «О, Брат» (Oh Brother!); был озвучен Стивеном Блумом[12][13]. Во 10-м эпизоде второго сезона, «Так отрекается от трона властелин» (Lo, How the Mighty Hath Abdicated!), Хеймдалля озвучил Джесс Харнелл[12][14].
- Появился в эпизоде «Могучий Тор» (Thor the Mighty) первого сезона мультсериала «Мстители: Величайшие герои Земли», а также в сериях «Чувство мести» (Acts of Vengeance) и «Баллада О Бета Рэй Билле» (The Ballad of Beta Ray Bill) второго сезона. Озвучен JB Blanc[англ.][15].
- Появлялся в мультсериале «Мстители, общий сбор!» в эпизодах «Planet Doom», «Back to the Learning Hall» и «Widow's Run». Хеймдалля озвучил Джеймс С. Мэтис III[англ.].
- Появился в мультсериале «Халк и агенты У.Д.А.Р.» в эпизоде «За Асгард» (For Asgard, сезон 1, серия 19)[16][17], озвученный баскетболистом Крисом Бошем[18], а в русском дубляже — Борисом Хасановым[источник не указан 2697 дней].
- Появился в 16-й («We Are the World Tree»), 18-й и 19-й («Asgard War, Part 1: Lightnin' Strikes» и «Asgard War, Part 2: Rescue Me») сериях первого сезона и в 13-й серии («Symbiote War, Part 3: Thunder Road») второго сезона мультсериала «Стражи Галактики»; озвучен Кевином Майклом Ричардсоном[19].

### Полнометражные мультфильмы
- Хеймдалль — первый персонаж, появившийся (сразу после вступительных титров) в мультфильме 2009 года «Халк против Тора»; показан молчаливо стоящим на Радужном мосту, в дальнейших действиях не участвует[источник не указан 2695 дней].
- В мультфильме «Тор: Сказания Асгарда» 2011 года Хеймдалль также лишь молчаливо стоит на Радужном мосту, когда команда Тора покидает Асгард на корабле[20][21].

### Киновселенная Marvel

Идрис Эльба в роли Хеймдалля в фильме «Тор» (2011).

Хеймдалль присутствует в Киновселенной Marvel. В исполнении афробританца Идриса Эльбы появился в пяти полнометражных фильмах. Также Хеймдалль участвует в сюжете нескольких тай-инов.
- «Тор» (2011)
- «Тор 2: Царство тьмы» (2013)
  - Появился в обоих номерах комикс-прелюдии к фильму под названием «Тор: Царство тьмы. Прелюдия» (Marvel's Thor: The Dark World Prelude)[26][27].
- Дважды упоминается в 12-й серии («Кто ты на самом деле[англ.]») второго сезона телесериала «Агенты „Щ.И.Т.“»: по возвращении памяти Сиф говорит, что Хеймдалль увидел одного из Крии на Земле и Один послал её за ним, а в конце серии Сиф обращается непосредственно к Хеймдаллю, и вместе с Вин-Таком из расы Крии они покидают Землю с помощью Радужного Моста[28].
- «Мстители: Эра Альтрона» (2015)
- «Тор: Рагнарёк» (2017)
- «Мстители: Война бесконечности» (2018)
- «Тор: Любовь и гром» (2022)

### Видеоигры
Хеймдалль появился в нескольких видеоиграх:
- Marvel Ultimate Alliance (2006) — Кэм Кларк[29]
- Marvel Super Hero Squad[англ.] (2009) — Стивен Блум[30]
- Marvel vs. Capcom 3: Fate of Two Worlds (2011) — камео[31]
- Thor: God of Thunder (2011) — Фил Ламарр[32]
- Marvel: Avengers Alliance[англ.], Spec Ops 14 (приурочено к выходу фильма «Тор 2: Царство тьмы», 2013)[33]
- Marvel Heroes (2013—2017)[34]
- Lego Marvel Super Heroes (2013) — JB Blanc[англ.][35]
- Lego Marvel’s Avengers (2015) — Идрис Эльба (архивные кадры)[36]
- Marvel: Future Fight (2015)[37][38]
- Marvel Avengers Academy (2016)[38]
- Lego Marvel Super Heroes 2 (2017)[39] — Колин Макфарлейн[40]